# Jorge Guerra

Da série Os poucos poderes, 1967, fotografia a p/b, 22,8 x 34 cm

Jorge Guerra (Lisboa,1939 — ) é um fotógrafo português radicado no Canadá.

## Biografia
Impulsionado por um tio, familiariza-se desde cedo com a produção de imagens (fotografia e cinema). Em Lisboa faz estudos universitários em filosofia e história. Entre 1961 e 1963 cumpre serviço militar em Angola, onde irá fotografar.
Com o cinema na mira, fixa-se em Londres em 1964 (até 1970); frequenta o London Film School; trabalha para uma companhia de cinema e publicidade, sendo diretor de fotografia de vários filmes, documentários e comerciais. Começa a dedicar-se à fotografia mesmo antes de terminar a formação em cinema; viaja e fotografa na Alemanha, França, México (1966) e Itália (1967). Fotografa em Lisboa e concebe o seu primeiro projeto editorial no domínio da fotografia, Lisboa, Cidade de Sal e de Pedra, 1967 (numa homenagem à obra Lisboa, cidade triste e alegre, de Victor Palla e Costa Martins), mas essa obra ficaria em suspenso e as imagens só seriam publicadas em 1984 num projeto diverso, Os Poucos Poderes (fotografias de Jorge Guerra, poemas de Ruy Belo e João Miguel Fernandes Jorge, coordenação de José Sasportes). Em 1994 tenta retomar o projeto original com a publicação (e exposição) Mandados Oblíquos, onde as imagens lisboetas são acompanhadas por excertos da Ode Marítima de Álvaro de Campos. Esse primeiro período da sua obra cruza uma sensibilidade humanista com a referência a autores como Margaret Bourke-White, August Sander, Henri Cartier-Bresson ou Robert Frank.
Muda-se depois para Montreal, Canadá, onde funda e coedita (com Denyse Gérin-Lajoie) o magazine OVO (1974-1988), tornando-se uma figura fundamental na divulgação internacional da fotografia canadiana naquelas décadas. Jorge Guerra irá abandonar progressivamente o realismo inicial, explorando estratégias compositivas e possibilidades técnicas diversas (introdução da cor, utilização do seu próprio corpo como modelo, etc.). "Esta viragem para um universo mais ficcional e intimamente relacionado com a imaginação do fotógrafo prossegue ainda a busca do «real», mas de um real mais controlável e manipulável, sublinhando assim a dinâmica autoral das suas propostas mais recentes, especialmente concebidas para serem editadas em livro".